# Парфілов Юрій Леонідович
Юрій Леонідович Парфілов (нар. 1955) — радянський хокеїст, захисник.
Вихованець хокейної школи «Метеор» з підмосковного міста Сергієв Посад. Грав у молодіжній команді воскресенського «Хіміка».
Виступав за клуби «Кристал» (Електросталь), СК ім. Урицького (Казань), «Сокіл» (Київ) і «Торпедо» (Тольятті). У складі киян провів п'ять сезонів у вищій лізі — 180 матчів, 6 закинутих шайб, 13 результативних передач.
| Сезон                    | Команда                  | Ліга                     | І   | Г | П  | 0  | Штр |
| ------------------------ | ------------------------ | ------------------------ | --- | - | -- | -- | --- |
| 1979/80                  | «Сокіл» (Київ)           | вища                     | 18  | 2 | 2  | 4  | 8   |
| 1980/81                  | «Сокіл» (Київ)           | вища                     | 48  | 0 | 3  | 3  | 40  |
| 1981/82                  | «Сокіл» (Київ)           | вища                     | 53  | 3 | 5  | 8  | 36  |
| 1982/83                  | «Сокіл» (Київ)           | вища                     | 38  | 1 | 2  | 3  | 28  |
| 1983/84                  | «Сокіл» (Київ)           | вища                     | 23  | 0 | 1  | 1  | 8   |
| Усього у вищій лізі СРСР | Усього у вищій лізі СРСР | Усього у вищій лізі СРСР | 180 | 6 | 13 | 19 | 120 |